# Bergendy (album, 1973)
A Bergendy a Bergendy-együttes 1973-ban az NDK-ban megjelent német nyelvű lemeze, amelyet az Amiga adott ki. Katalógusszáma: 8 55 321.

## Az album dalai

### A oldal
1. Kalt ist's (Fázom)
2. Bleib... ! (Jelszó: Love, Szeretet!)
3. Komm wieder, Wandrer (Jöjj vissza vándor)
4. Flieg doch (Papírsárkány)
5. Verzeih, dass ich dich liebe (Darabokra törted a szívem)

### B oldal
1. Bei rot... (Te is jársz néha tilosban)
2. Ich geh weg (Búcsúzom tőletek, cimborák)
3. Sonne, gehe auf (Részeg hajnalok)
4. In einem unbekannten grossen Wald (Ismeretlen ember)
5. Die Endstation ist weit... (Messze van még a végállomás)

## Közreműködők
- Altszaxofon, tenorszaxofon, baritonszaxofon: Bergendy István, Bergendy Péter
- Basszusgitár: Demjén Ferenc
- Klarinét: Bergendy István
- Dob: Debreczeni Csaba
- Furulya: Bergendy Péter
- Gitár: Groszlan György, Latzin Norbert
- Zongora, orgona: Hajdu Sándor, Latzin Norbert
- Trombita, harsona: Hajdu Sándor
- Ének: Demjén Ferenc, Groszlan György, Hajdu Sándor, Bergendy Péter